# Župnija Ptujska Gora
Župnija Ptujska Gora je rimskokatoliška teritorialna župnija Dekanije Dravsko polje Mariborskega naddekanata Nadškofije Maribor.

## Cerkve
| #  | Slika | Cerkev                                               | Naselje      |
| -- | ----- | ---------------------------------------------------- | ------------ |
| 1. |       | Bazilika Marije Zavetnice s plaščem župnijska cerkev | Ptujska Gora |
| 2. |       | Cerkev sv. Janeza Krstnika                           | Janški Vrh   |
| 3. |       | Cerkev sv. Lenarta pokopališka cerkev                | Ptujska Gora |